# 利村乡
利村乡，是中华人民共和国江西省赣州市于都县下辖的一个乡镇级行政单位。

## 行政区划
利村乡下辖以下地区：
花坛村、上坪村、茶坑村、下渭村、连塘村、渭田村、回龙村、三坊头村、狮石下村、利村、洛村、下垅村、上垅村、上下村和里仁村。